# Bangeman Huygens

Familiewapen van Bangeman Huygens

Bangeman Huygens is een geslacht dat sinds 1830 tot de Nederlandse adel behoort en in 1904 uitstierf.

## Geschiedenis
De stamreeks begint met de tussen 1716 en 1724 overleden Anton Ludolph Bangeman. Zijn zoon Pieter Joan (1699-1776) trad in dienst van de VOC. Een zoon van de laatste, Willem Vincent (1738-1803), trouwde in 1765 met Catharina Constantia Huygens (1737-1810) waarna nakomelingen van hen zich Bangeman Huygens gingen noemen. Hun zoon Christiaan (1772-1857) werd bij KB van 19 juni 1830 verheven in de Nederlandse adel.
Een van hun zonen, Rutger, werd als erfgenaam van zijn oom in 1828 verheven in Denemarken tot graaf de Danneskiold Löwendal. Met een zus van de laatste is de adellijke familie uitgestorven in 1904.

## Enkele telgen
Willem Vincent Bangeman (1738-1803), onderkoopman VOC; trouwde in 1765 met Catharina Constantia Huygens (1737-1810)
- jhr. Christiaan Diederik Emerens Johan Bangeman Huygens (1772-1857), ambassadeur; trouwde in 1802 met Elise Marguerite Josèphe Sophie Constance Marie Laure gravin de Danneskiold Löwendal (1777-1812), dame du palais van de koning van Holland
  - jhr. Rutger Bangeman Huygens (1805-1885), in Denemarken sinds 1828: graaf de Danneskiold Löwendal, diplomaat
    - jkvr. Olga Elisabeth Hortense Yolanthe Bangeman Huijgens (1846-1903), genaturaliseerd in Frankrijk als comtesse de Löwendal

  - jkvr. Maria Wenfrida Blanche Bangeman Huijgens (1812-1904), staatsdame aan het Deense hof, laatste telg van het adellijke geslacht